# Limnophora vietnamensis
Limnophora vietnamensis är en tvåvingeart som beskrevs av Shinonaga 2000. Limnophora vietnamensis ingår i släktet Limnophora och familjen husflugor.
Artens utbredningsområde är Vietnam. Inga underarter finns listade i Catalogue of Life.